# NGC 4044
NGC 4044 este o radiogalaxie situată în constelația Fecioara. A fost descoperită în 1 ianuarie 1786 de către William Herschel. Se află la o distanță de 89,46 de megaparseci de Pământ.